# Piotr Ryszard Pawlak
Piotr Ryszard Pawlak (ur. 20 lutego 1998 w Gdańsku) – polski pianista i matematyk, zwycięzca V Międzynarodowego Konkursu Pianistycznego im. Maj Lind w Helsinkach i XI Międzynarodowego Konkursu Chopinowskiego w Darmstadt, a także laureat Międzynarodowego Konkursu Chopinowskiego na Instrumentach Historycznych w Warszawie.

## Życiorys
W 2016 z wyróżnieniem ukończył Ogólnokształcącą Szkołę Muzyczną I i II stopnia im. Feliksa Nowowiejskiego w Gdańsku w klasie fortepianu Waldemara Wojtala oraz w klasie organów Hanny Dys. Jest studentem Akademii Muzycznej im. Stanisława Moniuszki w Gdańsku. W latach 2021–2024 pełnił funkcję Przewodniczącego Samorządu Studenckiego tej Uczelni. W 2020 obronił pracę magisterską z matematyki na Uniwersytecie Gdańskim.
Jako pianista koncertuje w Polsce i za granicą, m.in.: w Stanach Zjednoczonych, Rosji, Wielkiej Brytanii, Hiszpanii, Niemczech, na Litwie, na Węgrzech, w Gruzji, Danii, Belgii oraz Austrii, a w październiku 2019 odbył tournée po Chinach. Występował z orkiestrami Filharmonii Narodowej, Dolnośląskiej, Świętokrzyskiej, Bałtyckiej, Podkarpackiej, Zachodnioczeskiej, Ningbo oraz Filharmonią Kameralną Sopot.

## Nagrody muzyczne
Laureat wielu ogólnopolskich i międzynarodowych konkursów pianistycznych. Otrzymał między innymi pierwszą nagrodę na V Międzynarodowym Konkursie Pianistycznym im. Maj Lind w Helsinkach (2022), pierwszą nagrodę oraz nagrodę za najlepszą improwizację na XI Międzynarodowym Konkursie Chopinowskim w Darmstadt (2017), drugą nagrodę na I Międzynarodowym Konkursie Chopinowskim dla Młodych Pianistów w Pekinie (2016), II nagrodę na I Międzynarodowym Konkursie Muzyki Polskiej im. Stanisława Moniuszki w Rzeszowie (2019), I nagrodę na II Międzynarodowym Konkursie Młodych Pianistów „Chopin pod Wawelem” w Krakowie (2019), drugą nagrodę (pierwszej nie przyznano) na Międzynarodowym Konkursie Chopinowskim w Budapeszcie (2018), wyróżnienie oraz nagrodę publiczności na XI Międzynarodowym Konkursie dla Młodych Pianistów „A Step Towards Mastery” w Sankt Petersburgu (2017) czy pierwszą nagrodę na III Międzynarodowym Konkursie Pianistycznym dla Młodych Wirtuozów im. Leopolda Godowskiego (2017). Jest laureatem XII Międzynarodowego Konkursu Pianistycznego im. Ignacego Jana Paderewskiego w Bydgoszczy (2022), Międzynarodowego Konkursu Chopinowskiego na Instrumentach Historycznych w Warszawie (2023) i finalistą Premio Internazionale Antonio Mormone w Mediolanie (2021). Brał udział w XVII (2015) oraz XVIII Międzynarodowym Konkursie Pianistycznym im. Fryderyka Chopina w Warszawie (2021). Do XVIII edycji zakwalifikował się bez eliminacji, jako laureat drugiej nagrody Ogólnopolskiego Konkursu Pianistycznego im. Fryderyka Chopina w Warszawie (2020).  
W 2018 otrzymał trzecią nagrodę na X Międzynarodowym Konkursie Muzyki Organowej im. J.P. Sweelincka w Gdańsku/Pasłęku, a w 2017 pierwszą nagrodę w Konkursie Muzyki Organowej na XXIX Międzynarodowym Festiwalu Muzyki Religijnej w Rumi. W 2020 otrzymał drugą nagrodę na konkursie improwizacji fortepianowej „Transatlantyk Instant Composition Contest” w ramach Międzynarodowego Festiwalu Filmowego Transatlantyk Festival w Katowicach.

## Nagrody matematyczne
Piotr Pawlak jest laureatem także krajowych olimpiad z matematyki, informatyki i historii muzyki, dwukrotnym brązowym medalistą Międzynarodowej Olimpiady Matematycznej (2014 w RPA, 2015 w Tajlandii), dwukrotnym srebrnym medalistą Międzynarodowych Zawodów Matematycznych „Romanian Masters in Mathematics” (2015, 2016), trzykrotnym złotym medalistą na Międzynarodowym Konkursie Matematycznym dla Studentów Uniwersytetów w Błagojewgradzie w Bułgarii (2017, 2018, 2019) oraz zwycięzcą 12. Międzynarodowej Internetowej Olimpiady na Uniwersytecie w Ariel (2019).

## Stypendia
Od 2009 do 2016 był stypendystą Krajowego Funduszu na rzecz Dzieci. Piotr był także wielokrotnym stypendystą Ministra Kultury i Dziedzictwa Narodowego, Ministra Edukacji Narodowej, Prezesa Rady Ministrów, Marszałka Województwa Pomorskiego oraz Prezydenta Miasta Gdańska. W 2017 Piotr otrzymał Nagrodę specjalną Marszałka Województwa Pomorskiego za wybitne zasługi w dziedzinie twórczości artystycznej oraz upowszechniania i ochrony kultury na rzecz mieszkańców województwa pomorskiego, w 2018 otrzymał Pomorską Nagrodę Artystyczną w kategorii Pomorska Nadzieja Artystyczna, a w 2019 został uhonorowany Nagrodą Prezydenta Miasta Gdańska dla Młodych Twórców w Dziedzinie Kultury. W 2014 otrzymał stypendium ufundowane przez Krystiana Zimermana.